# Theory of Constraints

Trichtermodell zur Illustration des Hauptsatzes der Theory-of-Constraints: „In jeder Wertschöpfungskette gibt es genau ein System, das die Leistungsfähigkeit des Ganzen bestimmt - ein eindeutiger Engpass“

Die Theory of Constraints (TOC) (auch Engpasstheorie oder Durchsatz-Management) bezeichnet die Gesamtheit der Denkprozesse und Methoden zur Verbesserung der Leistungsfähigkeit (Durchsatz) von Systemen basierend auf den Ideen Eliyahu M. Goldratts.
Die Engpasstheorie geht von der Erkenntnis der Systemtheorie aus, dass der Durchsatz eines Systems ausschließlich von einem begrenzenden Faktor (dem Engpass oder englisch: Constraint) bestimmt wird. Eine Verbesserung des Durchsatzes kann nur erfolgen, wenn das Gesamtsystem, ausgehend vom begrenzenden Faktor, übergreifend optimiert wird.
Basierend auf den Denkprozessen der Engpasstheorie sind erfolgreiche praxistaugliche Methodologien zu Produktionssteuerung (Drum-Buffer-Rope), für Marketing und Vertrieb, für den Handel, für das Supply-Chain-Management, für Finanzen und Controlling, zur Strategieentwicklung und vor allem für das Projektmanagement (Critical-Chain-Projektmanagement) entstanden (siehe hierzu Flaschenhals).

## Geschichtlicher Überblick
TOC wurde nicht in einem Guss, sondern in Etappen entwickelt. 1979 wurden die ersten Schritte als „Optimised Production Timetable“ in einer Software abgebildet. Ab 1982 wurde diese Software als „Optimized-Production-Technology“ oder OPT vertrieben. Erst ab 1987 löste Goldratt die grundlegenden Ideen vom Produkt und verallgemeinerte sie unter dem Begriff „Theory of Constraints“ (TOC).

## Die fünf Fokussierungsschritte
Die fünf Fokussierungsschritte bilden den Kern der Engpasstheorie.
1. „Identifiziere den Engpass“ (englisch Identify the System's Constraints):[2] In jeder Wertschöpfungskette existiert genau ein System, das den Durchsatz begrenzt. In der Fertigung ist dies meist der Prozessschritt mit der geringsten Kapazität, im Projektmanagement ein bestimmtes Team oder eine Fähigkeit. Es können aber auch Managementkapazität, Denk- und Kommunikationsbandbreite sein. Identifiziert wird der Engpass durch Analyse der Bestände oder durch die entsprechend angepassten Planungsprozesse.
2. „Laste den Engpass voll aus“ (englisch Decide How to Exploit the System's Constraints): Nachdem der Fokus auf den Engpass gelegt wurde, wird offensichtlich, dass dieser Engpass typischerweise nicht optimal genutzt wird. Die Optimierung geht im Folgenden in zwei Richtungen. Zum einen muss dafür gesorgt werden, dass der Engpass nie leer läuft, also immer einen Arbeitsvorrat aufweist. Zum anderen muss der Engpass von allen Aufgaben entlastet werden, die nicht unbedingt im Engpass bearbeitet werden müssen.
3. „Ordne alles der Auslastungsentscheidung unter“ (englisch Subordinate Everything Else to the Above Decision): Hier werden alle Unterstützungsprozesse systematisch am Engpass ausgerichtet. Es wird dafür gesorgt, dass nur so viel Arbeit im Gesamtsystem vorhanden ist, wie auch tatsächlich durch den Engpass verarbeitet werden kann. Es wird dafür gesorgt, dass im Engpass optimal gearbeitet werden kann, sprich eindeutige Prioritäten, Qualitätssicherung vor dem Engpass oder Verbesserung der eingesetzten Werkzeuge.
4. „Behebe den Engpass“ (englisch Elevate the System's Constraints): Der nächste Schritt ist die Beseitigung des Engpasses. Dies erfolgt ausdrücklich nach den zwei vorangegangenen, da dies zumeist mit einer Erhöhung der Fixkosten verbunden ist und die Gefahr besteht, dass sich bestehende, ungünstige Managementparadigmen weiter verfestigen.
5. „Bei Schritt 1 erneut beginnen“ (englisch If in the Previous Steps a Constraint Has Been Broken, Go Back to Step 1): es existiert systemisch immer ein Engpass. Sobald ein Engpass aufgelöst wird, muss an anderer Stelle ein neuer entstehen. Es beginnt ein Kreislauf geprägt durch sprunghafte Verbesserungen.

Die größte Herausforderung besteht darin sich nicht auf den Erfolgen auszuruhen, sondern auf den nächsten Engpass zu konzentrieren.

## Denkwerkzeuge (englisch „Thinking Processes“)
Im Umfeld der Engpasstheorie wurden Werkzeuge entwickelt, die helfen Denkblockaden aufzulösen, Annahmen transparent zu machen und neuartige Lösungen zu entwickeln, sprich Denk- und Veränderungsprozesse in Gang zu bringen.
Was soll geändert werden?
- Gegenwartsbaum (Current Reality Tree, CRT): eine Baumdarstellung des aktuellen Zustands ausgehend von unerwünschten Erscheinungen.
- Wolke, auch Dilemma-Wolke oder Konflikt-Wolke: eine grafische Darstellung eines vorhandenen Dilemmas oder Konfliktes. Die Darstellung fördert das Offenlegen der zugrundeliegenden Annahmen, die systematisch hinterfragt werden, was oft zu neuen Erkenntnissen führt und Win-Win-Lösungen finden lässt oder schädliche Regeln (der Anwendungsfall wird auch „Feuer-Wolke“ genannt) aufdeckt.

Wohin soll die Veränderung führen?
- Zukunftsbaum (englisch Future Reality Tree, FRT): eine Baumdarstellung des zukünftigen gewünschten Zustandes mit Fokus auf die zu ergreifenden Maßnahmen.
- Zukunftsbaum mit Negativen Zweigen (englisch Negative branch reservations): hier wird der Zukunftsbaum und dessen Maßnahmen um die Vorbehalte – mögliche negative Nebenwirkungen – ergänzt.

Wie soll die Veränderung verursacht werden?
- Voraussetzungsbaum (englisch PreRequisite Tree, PRT): eine Baumdarstellung, die zeigt, welche Voraussetzungen erfüllt sein müssen, um das Ziel (den Zukunftsbaum) zu erreichen. Ausgangspunkt ist die Suche nach Hindernissen auf dem Weg zum Ziel.
- Umsetzungsbaum (englisch Transition Tree, TRT): eine Baumdarstellung, welche Handlungen warum in welcher Reihenfolge gesetzt werden müssen, um ein Ziel zu erreichen.

## Anwendungsbereiche
1. Produktionssteuerung (Drum-Buffer-Rope): Der Engpass wird zum Taktgeber (Trommel englisch: drum). Er wird durch einen Arbeitsvorrat (Puffer englisch: buffer) abgesichert, so dass er immer ausgelastet ist. Das Signal zur Freigabe neuer Aufträge wird durch den Füllstand des Puffers gegeben, das wie durch ein Seil (englisch: rope) übertragen wird. Die Aufträge werden danach priorisiert, welche zum Auffüllen des Puffers notwendig sind.
2. Marketing und Vertrieb: die Anwendung der Engpasstheorie soll dazu führen, dass Kapazitäten frei werden, die Durchlaufzeit und die Kosten sinken und die Termintreue sich verbessert. Hierdurch wird es dem Unternehmen möglich sich von der Konkurrenz abzusetzen.
3. Handel: die Engpasstheorie für den Handel beinhaltet eine enge Koordination über die gesamte Distributionskette durch richtiges Platzieren der Warenhäuser und die Priorisierung des schnellen Nachschub, so dass Über- und Fehlbestände vermieden werden können.
4. Supply-Chain-Management: ist die umfassende Anwendung der Engpasstheorie auf die ersten drei Anwendungsbereiche.
5. Finanzen und Controlling: die Engpasstheorie arbeitet mit einigen wenigen Kenngrößen (Durchsatz, Bestände/Investitionen und Betriebskosten). Alle finanziellen Entscheidungen werden ausschließlich anhand ihrer Auswirkung auf den Engpass bewertet.
6. Strategieentwicklung: sobald die operative Exzellenz erreicht ist, treten strategische Fragestellungen in den Vordergrund. Durch konsequente Anwendung der Denkprozesse wird ein Strategie- und Taktikbaum erstellt, der die langfristige Sicherung des Unternehmens und damit der Arbeitsplätze verfolgt.
7. Anlagenbau und Projektmanagement (Critical-Chain-Projektmanagement): die Basis bildet die Produktionssteuerung und ist damit vollständig multiprojektfähig. Diese wird ergänzt um ein Puffermanagement und -controlling, das die Wirkungen der unvermeidlichen Störungen in den Arbeitspaketen beseitigt.

Für viele dieser Anwendungsbereiche existieren generische, aus langjähriger Erfahrung entstandene, Strategie- und Taktikbäume. Diese beschreiben in Baumform eine sinnvolle Vorgehensweise um den Nutzen aus der Engpasstheorie für einen Anwendungsbereich zu erlangen. Die Engpasstheorie ist daher nicht nur ein Zielmodell, sondern beinhaltet auch das Wissen, wie dieses Zielmodell erreicht werden kann.

## Methoden
Im Zuge von Engpasstheorie-Umsetzungen kommen eine Reihe von Methoden zum Einsatz, die zum Teil mit den Anwendungsbereichen deckungsgleich sind.
- Throughput-Accounting: Kennzahlen und Controlling der Durchsatzwelt.
- Drum-Buffer-Rope: Produktionssteuerung, wenn sich der Engpass im Unternehmen befindet.
- Simplified-DBR: vereinfachte DBR, wenn der Engpass der Markt ist.
- Pull-Distribution: Prinzipien für geschickte Platzierung von Lagern, so dass am Point-of-Sale das gewünschte Produkt sehr wahrscheinlich vorrätig ist.
- Mafia-Offer: Nutzung der operativen Exzellenz als Alleinstellungsmerkmal gegenüber der Konkurrenz.
- Critical-Chain-Projektmanagement: die Multiprojektmanagementlösung für zuverlässige Termineinhaltung und Steigerung des Durchsatzes.
- Thinking-Processes: die oben genannten Denkprozesse.
- Strategy- & Tactic-Trees: generische Vorgehensmodelle für Standardanwendungen der Engpasstheorie.
- Layers-of-Resistance: Modell zu Erklärung und Überwindung von Hindernissen.

## Kritik
Goldratts Arbeit hatte großen Einfluss auf die Management-Literatur, aber auch auf akademische Literatur zu Projektmanagement und Operations Research. Dabei durchlief seine Arbeit weder den üblichen akademischen Rezeptionsprozess, noch gab Goldratt die Ursprünge seiner Ideen an. Der kritische Pfad wurde beispielsweise in der Projektmethodik PERT/CPM vorweggenommen; die Bedeutung von Puffern durch Ronen und Triesch herausgearbeitet.
Goldratt war Geschäftsmann, der seine Softwarelösung und Consulting-Dienstleistungen vertrieb. Seine Rezeption in der Wissenschaft fällt in Anbetracht der Arbeiten von Herroelen und Leus; Herroelen, Leus und Demeulemeester; Raz, Barnes und Dvir und anderen anders als in Managementkreisen aus. So behauptete Dan Trietsch im Jahr 2005, dass die akademische Disziplin bessere Lösungen für die von Goldratt adressierten Probleme anzubieten hätte.
Ungeachtet der Kritik bewährt sich die Theory of Constraints in der Praxis deutlich besser als andere Ansätze. Die internationale Vergleichsstudie, von Steven J. Balderstone und Victoria J. Mabin, gibt eine Übersicht über die zu erreichenden Ergebnisse.